# Бруслина

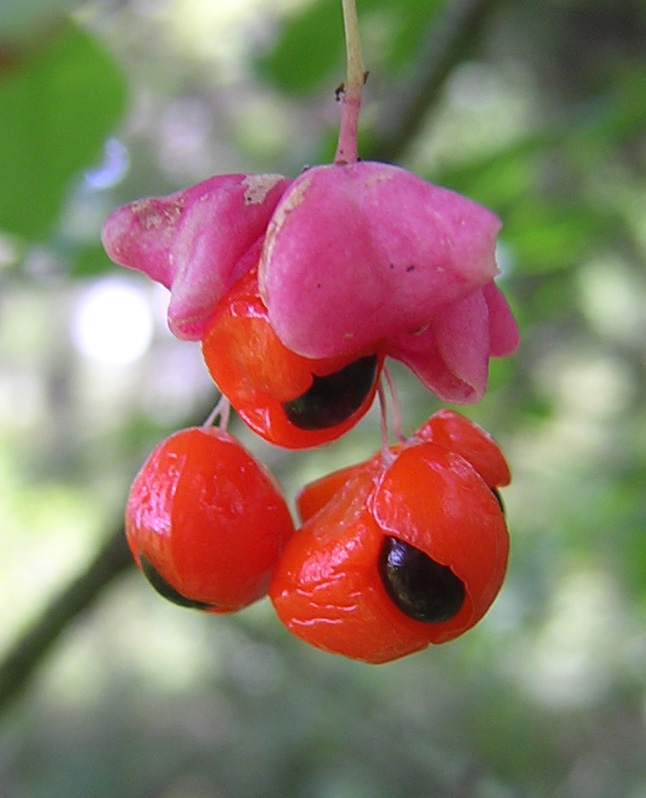
Плоди бруслини бородавчастої

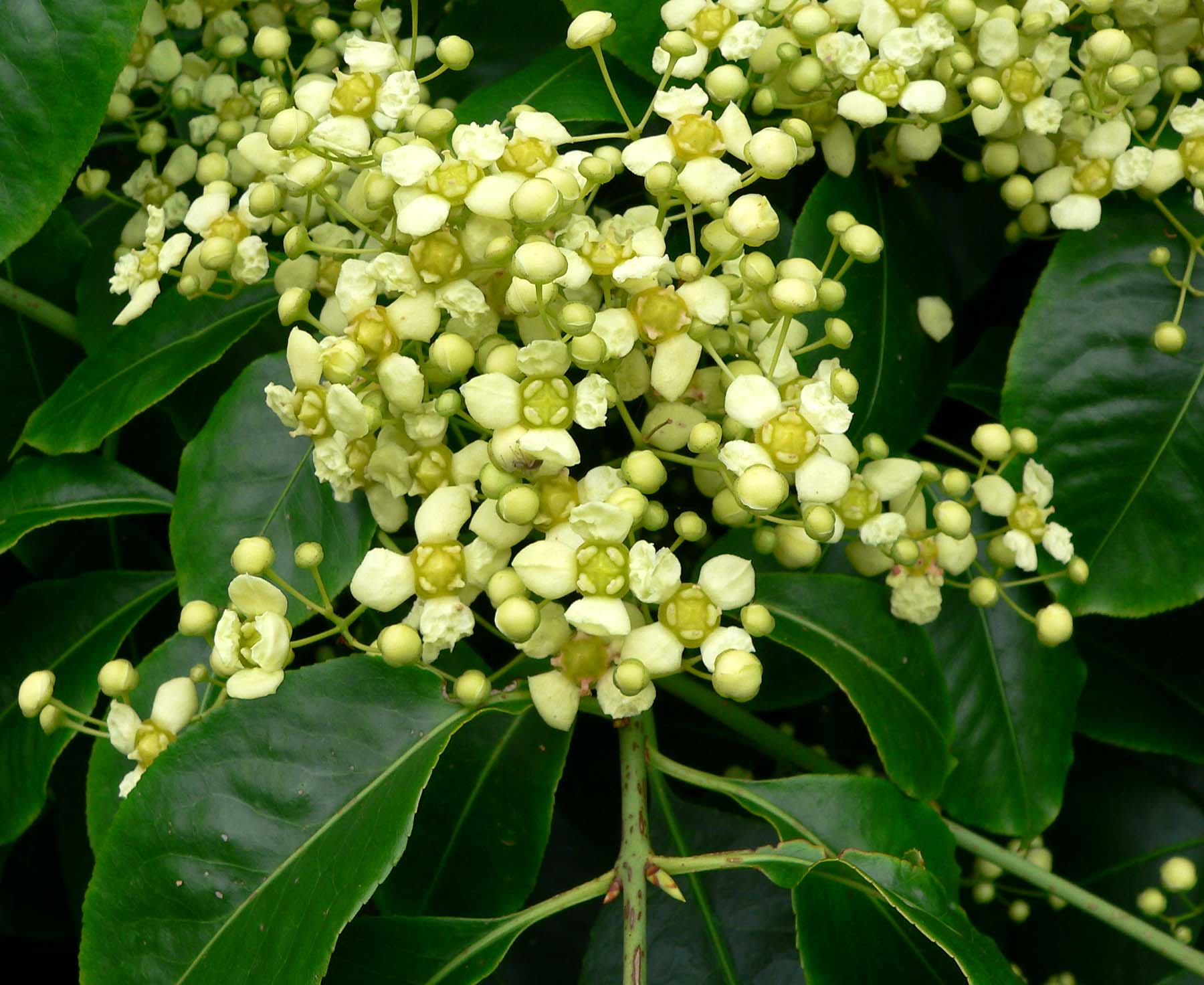
Квіти Euonymus carnosus

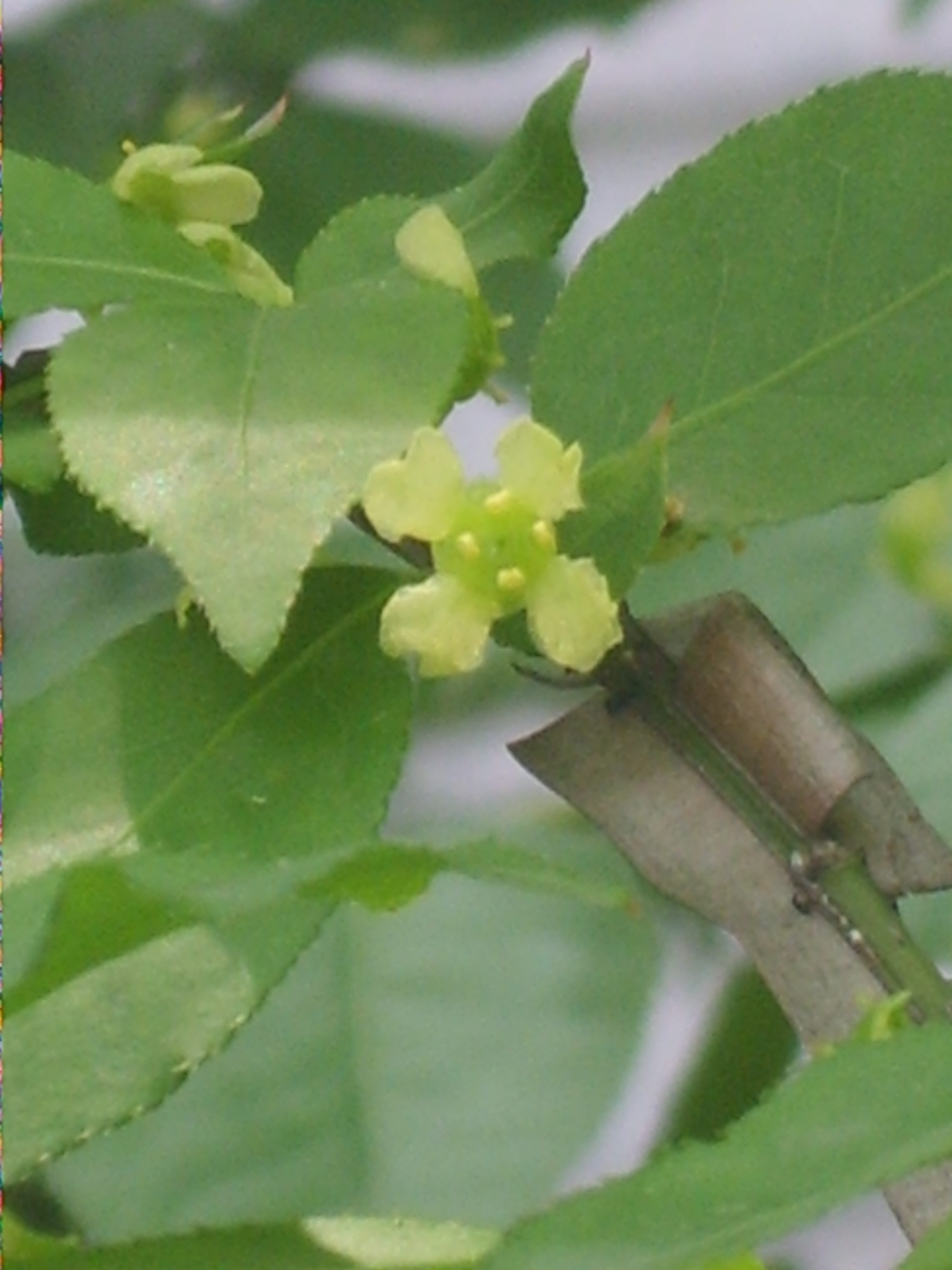
Квіти Euonymus alatus

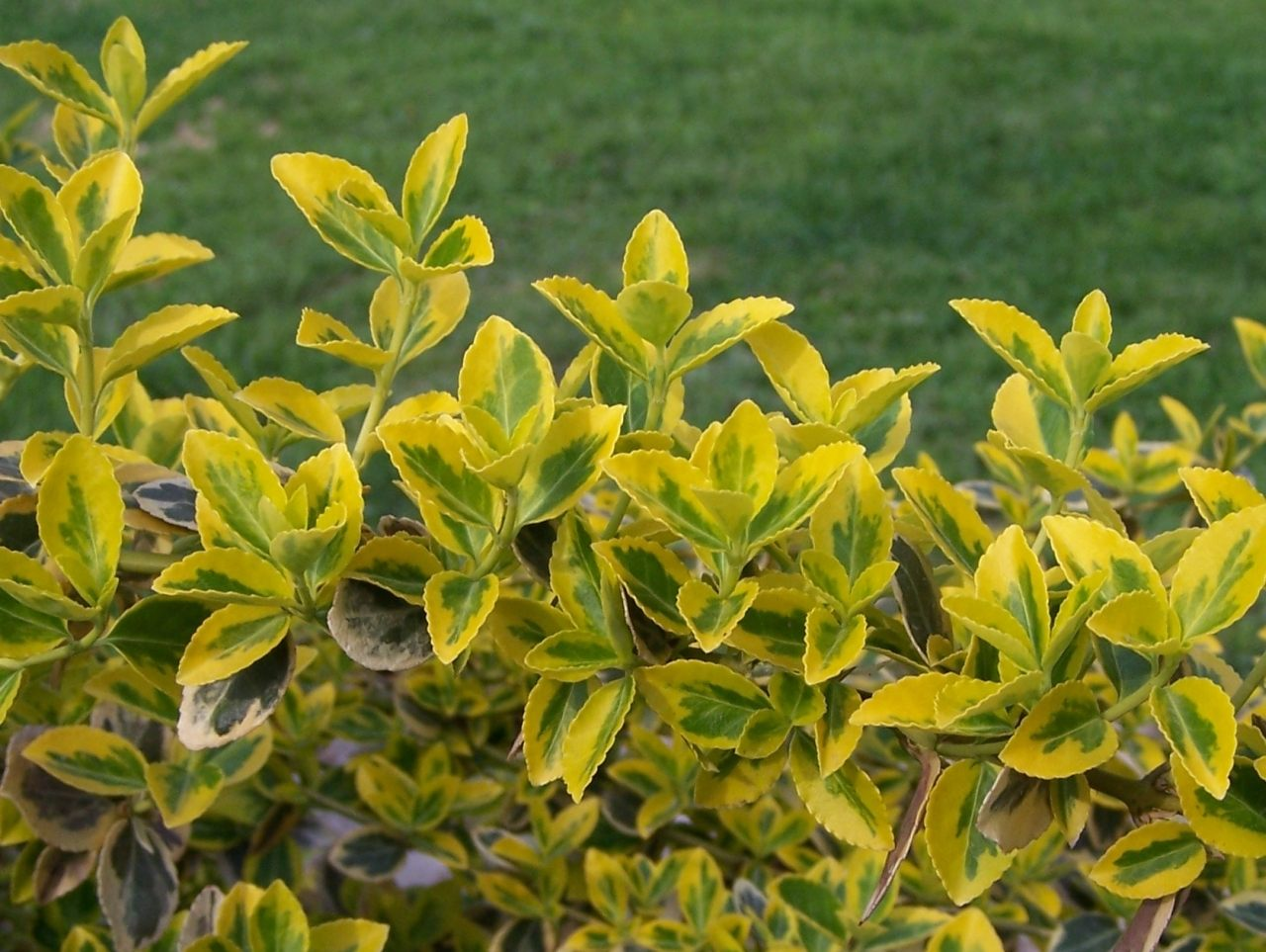
Декоративний вид Euonymus fortunei

Брусли́на (Euonymus) — рід багаторічних рослин родини бруслинових. Типовим видом вважається бруслина європейська.

## Опис
Рід Бруслина об'єднує листопадні та вічнозелені невисокі дерева або чагарники з чотиригранними або округлими пагонами, часто з корковими наростами, супротивними гладкими листками.

## Етимологія
Походження слів «бруслина», «бересклет» неясне. Одна з версій вважає вихідними форми *bersk- чи *bьrsk-, з яких також виводять чеське brslen, brsnil, старочеське brsniel. Різні форми пояснюють контамінацією (змішуванням) етимологічно різних назв (напр. «береза», «берест», «брусника»/«брусниця»).
Інша версія виводить слово «бруслина» (разом зі словом *brusinika, «брусниця») з гіпотетичного праслов'янського кореня *brus/*braus- («червоний»), пор. брусначка (вид яблуні), бруснаки (плоди цієї яблуні), рос. бруск («марена фарбувальна»).

## Опис
Непоказні дрібні квіти, блідо забарвлені — зеленуваті або білуваті, зібрані по 4-5 у пазухах багатоквіткових щиткових або волотевих суцвіть, розпускаються після розгортання листя. Складаються з 4-5 чашолистків, 4-5 пелюсток та стількох же тичинок та маточки із 3-5-лопатевою зав'яззю.
Плід бруслини — шкіряста, суха коробочка, крилатка або шипувата, всередині якої знаходяться біле, червоне або коричнево-чорне насіння, покрите м'ясистою оболонкою — принасінником. Принасінник у різних видів бруслини забарвлений у помаранчевий, червоний або червоно-коричневий кольори. Незрілі коробочки — блідо-зелені, але при повному дозріванні вони набувають яскравого забарвлення. Залежно від виду воно може бути жовтим, рожевим, червоним, малиновим, бордовим або темно-пурпуровим.

## Поширення
Рослини цього роду ростуть у підліску широколистяних та змішаних лісів в основному у помірних та субтропічних регіонах обох півкуль (за винятком крайніх північних районів), зрідка зустрічаються у тропіках.

## Застосування
Майже всі види бруслини отруйні. Багато видів здавна культивуються як декоративні рослини.

## Види
Рід охоплює близько 220 видів. Деякі з них:

| - Euonymus acanthocarpus - Euonymus acuminifolius - Euonymus alatus — бруслина крилата - Euonymus americanus - Euonymus angulatus - Euonymus assamicus - Euonymus atropurpureus - Euonymus bungeanus - Euonymus castaneifolius - Euonymus czernjaevii — бруслина Черняєва - Euonymus cochinchinensis - Euonymus cornutus - Euonymus dichotomus - Euonymus echinatus - Euonymus europaeus — бруслина європейська - Euonymus fimbriatus - Euonymus fortunei - Euonymus frigidus - Euonymus glandulosus - Euonymus grandiflorus - Euonymus hamiltonianus - Euonymus japonicus — бруслина японська - Euonymus javanicus - Euonymus kiautschovicus - Euonymus kwangtungensis - Euonymus lanceifolia - Euonymus latifolius — - Euonymus melananthus - Euonymus mengtzeanus - Euonymus morrisonensis | - Euonymus myrianthus - Euonymus nanoides - Euonymus nanus — бруслина карликова - Euonymus nitidus - Euonymus obovatus - Euonymus occidentalis - Euonymus oxyphyllus - Euonymus pallidifolius - Euonymus paniculatus - Euonymus pauciflorus - Euonymus pendulus (syn. E. lucidus) - Euonymus phellomanus - Euonymus pittosporoides - Euonymus planipes - Euonymus prismatomerioides - Euonymus pseudovagans - Euonymus sachalinensis - Euonymus sanguineus - Euonymus schensianus - Euonymus semenovii - Euonymus serratifolius - Euonymus tenuiserrata - Euonymus thwaitesii - Euonymus velutinus - Euonymus verrucocarpa - Euonymus verrucosoides - Euonymus verrucosus — бруслина бородавчаста - Euonymus walkeri - Euonymus wui |